# Friedrich Forster

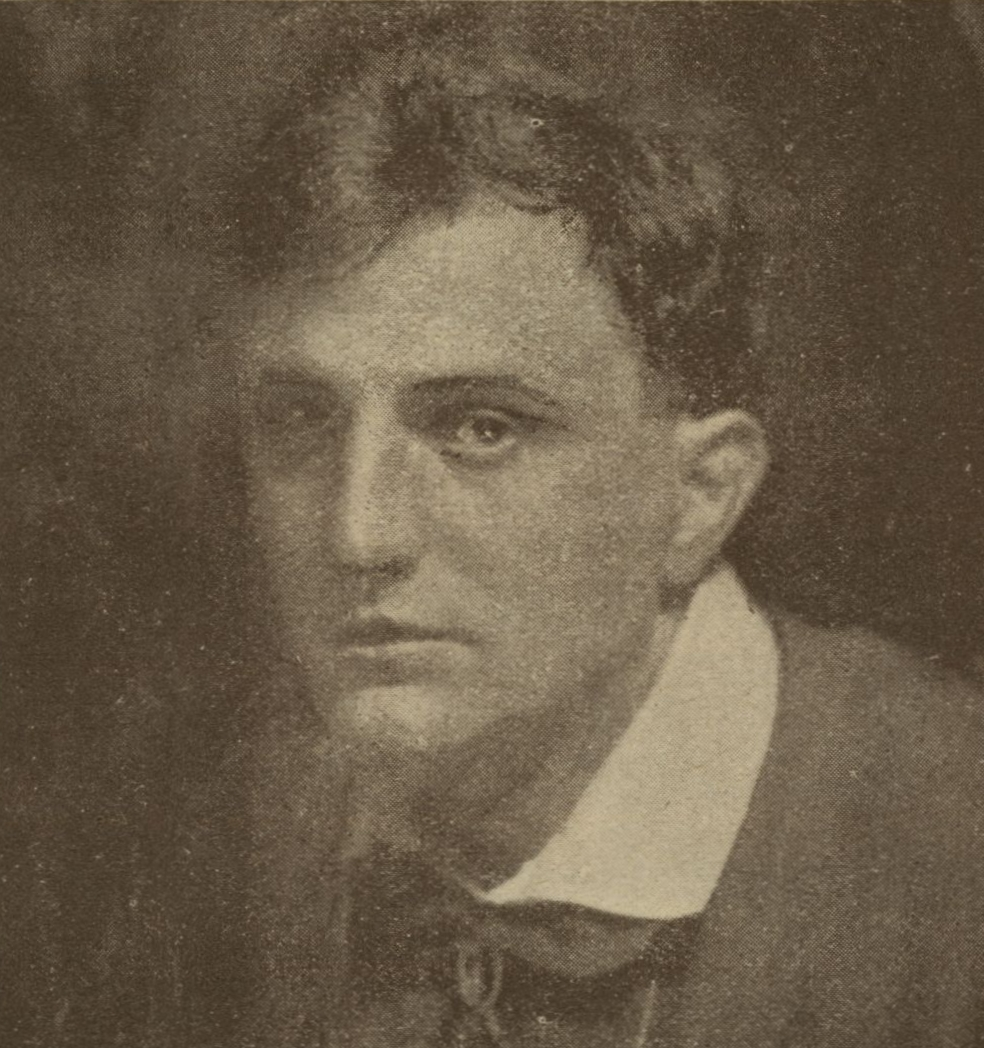
Aufnahme aus den 1920er Jahren

Friedrich Forster (auch Friedrich Forster-Burggraf, Pseudonym von Waldfried Burggraf; * 11. August 1895 in Bremen; † 1. März 1958 in Bremen) war ein deutscher Schriftsteller, Drehbuchautor, Schauspieler und Dramaturg.

## Biografie
Forster besuchte die Salzmannschule Schnepfenthal in Thüringen und das Alte Gymnasium in Bremen. Er arbeitete zunächst als Schauspieler, Dramaturg und Regisseur an mehreren süddeutschen Bühnen. Er war von 1913 bis 1917 am Hoftheater in Meiningen und von 1933 bis 1938 Schauspieldirektor des Bayerischen Staatsschauspiels und Intendant der Bayerischen Landesbühne München in München. Außerdem war er literarischer Beirat der UFA.
Nach seiner Schauspielzeit ließ er sich in Schlehdorf nieder und widmete sich dort nur noch der dramatischen Dichtung. Er schrieb bühnenwirksame Schauspiele mit historischen und gegenwartsnahen Themen sowie Märchenspiele, Lustspiele und Erzählungen. Er kehrte später wieder nach Bremen zurück.
Sein bekanntestes Werk ist das Theaterstück Robinson soll nicht sterben (1932). Dieses Stück, dem Gerhart Hauptmann Unsterblichkeit weissagte, erlebte viele tausend Aufführungen. Die gleichnamige, Gerhart Hauptmann gewidmete Novelle (1942) wurde 1957 unter dem Titel Robinson soll nicht sterben verfilmt.

## Nationalsozialismus
Mit dem politisch-heroischen Führerdrama Alle gegen Einen, Einer für Alle schrieb Forster 1933 ein professionell kalkuliertes Propagandastück für den Nationalsozialismus, in dem, vor dem historischen Hintergrund der nationalen schwedischen Erhebung unter Gustav Wasa 1523, der Hitler-Putsch 1923 auf die Bühne gebracht wurde. Das Stück wurde über 300 mal gespielt. Die Premiere fand am 21. Februar 1934 im Theater des Volkes Berlin statt, gefördert von der NS-Gliederung Kraft durch Freude. Das Manuskript wurde der Stadt München, der baldigen „Hauptstadt der Bewegung“, geschenkt.
Das 1934 uraufgeführte Schauspiel Der Sieger stellte den Freiheitskampf der Sachsen unter Widukind dar. Gegenspieler war Karl der Große. Hier stritten nicht nur Germanentum und Christentum, sondern primär zwei politische Sichtweisen um Geltungshoheit. Während Alfred Rosenberg für Widukind plädierte, stoppte Adolf Hitler die Debatte. Er sah in Karl dem Großen den Vertreter der Reichsidee, die für ihn Vorrang hatte. Künftig entfielen alle Widukind-Stücke.
Forster stand auf der im August 1944 erstellten Gottbegnadeten-Liste des Reichsministeriums für Volksaufklärung und Propaganda.

## Ehrungen
- Der Friedrich-Forster-Weg in Bremen-Oberneuland wurde nach ihm benannt.

## Werke (Auswahl)
- Der Graue, 1917, Schülerdrama (Preis des Volkstheaters Wien)
- Mammon, Drama, 1918
- Madelaine und ihr Page Hyazint, 1919 Eigenbrödler Verlag
- Prinzessin Turandot, Drama, 1923 (nach einem Stück von Carlo Gozzi)
- Robinson soll nicht sterben!, Drama, 1932
- Wendelin, 1932
- Matrosen in Würzburg, Novelle, 1932
- Alle gegen Einen, Einer für Alle, Drama, 1933
- Der Sieger, Drama, 1934
- Die Weiber von Redditz, Komödie, 1934
- Die Verschwender, Drama, 1939
- Gastspiel in Kopenhagen, 1940
- Ariela, 1941
- Robinson soll nicht sterben, Novelle, 1942
- Die Liebende, Drama, 1945
- Die Gesteinigten, Drama, 1946
- Candide, Drama, 1948
- Ariel und die Schwestern, Drama, 1949
- Bergkristall, Drama, 1954 (nach Adalbert Stifters gleichnamiger Erzählung)